# 合同製鐵
合同製鐵株式会社（ごうどうせいてつ、英文社名：GODO STEEL, Ltd.）は大阪市北区に本社を置く鉄鋼メーカー（電気炉メーカー）である。かつては銑鋼一貫製鉄所を持つ高炉メーカーであったが、1994年（平成6年）に撤退した。日本製鉄のグループ企業。略称は合鐵（ごうてつ）。

## 概要
鉄スクラップを原料とし電気炉によって鋼材を生産する、電気炉メーカーと呼ばれる鉄鋼メーカーである。製品はいずれも条鋼に分類されるもので、形鋼・線材・棒鋼・異形棒鋼・軌条などがある。
製造拠点は、大阪製造所（大阪市西淀川区）・姫路製造所（兵庫県姫路市）・船橋製造所（千葉県船橋市）の3か所。いずれも電気炉を持つ工場である。このうち大阪製造所はかつて高炉を構える銑鋼一貫製鉄所であった。本社は大阪市北区堂島浜2丁目にあり、東京都千代田区に営業所（東京営業所）を置く。
日本製鉄が株式の約17.6%を保有しており、筆頭株主である。持株比率の引き上げにより、2007年（平成19年）より日本製鉄（当時は新日鉄）の持分法適用関連会社となっている。

## 沿革
- 1937年（昭和12年）12月9日 - 大阪製鋼株式会社設立。
- 1938年（昭和13年）12月 - 淀川鋳鋼株式会社を合併。
- 1957年（昭和32年）1月 - 大阪証券取引所に上場。
- 1960年（昭和35年）4月 - 西島工場（現・大阪製造所）に高炉を新設。
- 1961年（昭和36年）10月 - 東京・名古屋両証券取引所に上場。
- 1977年（昭和52年）6月 - 大谷重工業株式会社を合併し、合同製鐵株式会社に社名変更。
- 1978年（昭和53年）4月 - 日本砂鐵鋼業株式会社と江東製鋼株式会社を合併。姫路製造所が発足。
- 1980年（昭和55年）3月 - 尼崎製造所閉鎖。
- 1984年（昭和59年）3月 - 東京製造所閉鎖。
- 1991年（平成3年）4月 - 船橋製鋼株式会社を合併、船橋製造所が発足。
- 1994年（平成6年）9月 - 大阪製造所高炉休止。電気炉専業メーカーに転換。
- 2007年（平成19年）6月 - 新日本製鐵の持分法適用関連会社となる。
- 2007年（平成19年）12月 - 三星金属工業株式会社を子会社化。
- 2019年（平成31年）3月 - 朝日工業株式会社を子会社化。

## 主なグループ企業
- 合鐵産業株式会社 - 鋼材や機械を扱う商社。完全子会社。
- 三星金属工業株式会社 - 新潟県燕市を拠点とする電気炉メーカー。完全子会社。
- 中山鋼業株式会社 - 大阪製造所に隣接する電気炉メーカー。42.5%を出資。
- 朝日工業株式会社 - 完全子会社。